# Anglberg (Zolling)
Anglberg ist ein Dorf und Gemeindeteil der Gemeinde Zolling im oberbayerischen Landkreis Freising.

## Geschichte
Anglberg wurde erstmals 1256 urkundlich erwähnt. Es finden sich jedoch auch noch Reste einer Siedlung aus dem 8. und 9. Jahrhundert n. Chr. sowie vorgeschichtliche Siedlungsreste. Im Zuge der Gemeindebildung nach dem Gemeindeedikt von 1818 bildeten Anglberg und die umliegenden Weiler (u. a. Flitzing und Thann) eine selbständige Landgemeinde. Am 1. Januar 1971 wurde die Gemeinde Anglberg in die Gemeinde Zolling eingegliedert.
Südlich von Anglberg liegt der Anglberger See und der Anglberger Weiher.

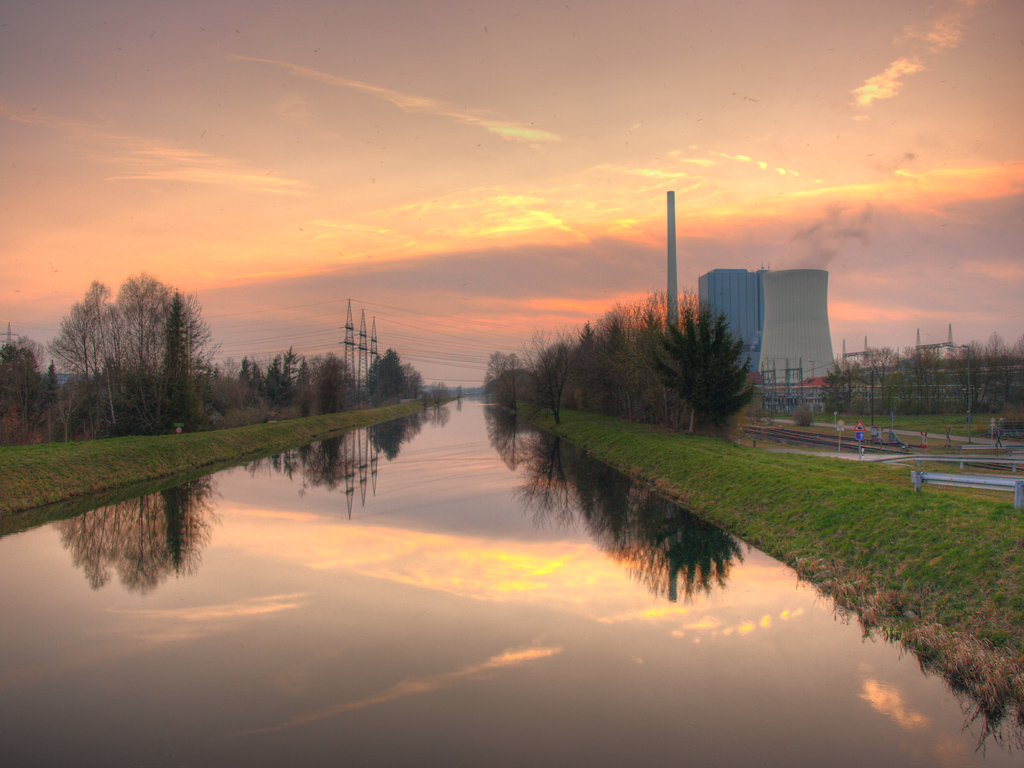
Kraftwerk Zolling

## Wirtschaft und Verkehr
In der Region bekannt ist Anglberg wegen des 1958 errichteten Kohle- und Biomassekraftwerkes und wegen des Anglberger Sees, ein in den Jahren 1975 bis 1999 durch Kiesabbau entstandener Baggersee in der Amperniederung, der zu einem attraktiven Freizeitziel ausgebaut wurde.
Anglberg war über die Hallertauer Lokalbahn von Langenbach nach Enzelhausen an den Schienenverkehr angeschlossen. Die Strecke ist jedoch nur noch bis zum Kraftwerk in Betrieb.